# Extinction Rebellion
Extinction Rebellion (Повстання проти вимирання) — соціально-політичний рух, котрий використовує методи ненасильницької боротьби, щоби виступати проти кліматичних змін, втрати біорізноманіття і ризику соціально-екологічного колапсу.
Рух був започаткований у Великій Британії у травні 2018 року. Вчені зібрали близько сотні підписів у підтримку цього руху. Після цього почались перші активні дії. В листопаді 2018 року учасники руху заблокували 5 мостів на Темзі в Лондоні У квітні 2019 року організація захопила 5 відомих місць у центрі Лондона.
Черпаючи натхнення з масових рухів, таких як Occupy, сатьяграха Ганді, суфражистки, прихильники Мартіна Лютера Кінга і інших борців за громадянські права, а також з ідей Джина Шарпа, Extinction Rebellion хочуть одержати підтримку у всьому світі, посилаючись на невідкладність боротьби проти кліматичних змін. Чимало активістів руху висловило згоду бути арештованими і опинитись у в'язниці, подібно до тактики масових арештів Комітету 100 1961 року.
Символ руху — пісковий годинник у колі, відомий під назвою «символ вимирання», який служить попередженням, що багато біологічних видів під загрозою зникнення.

## Маніфест

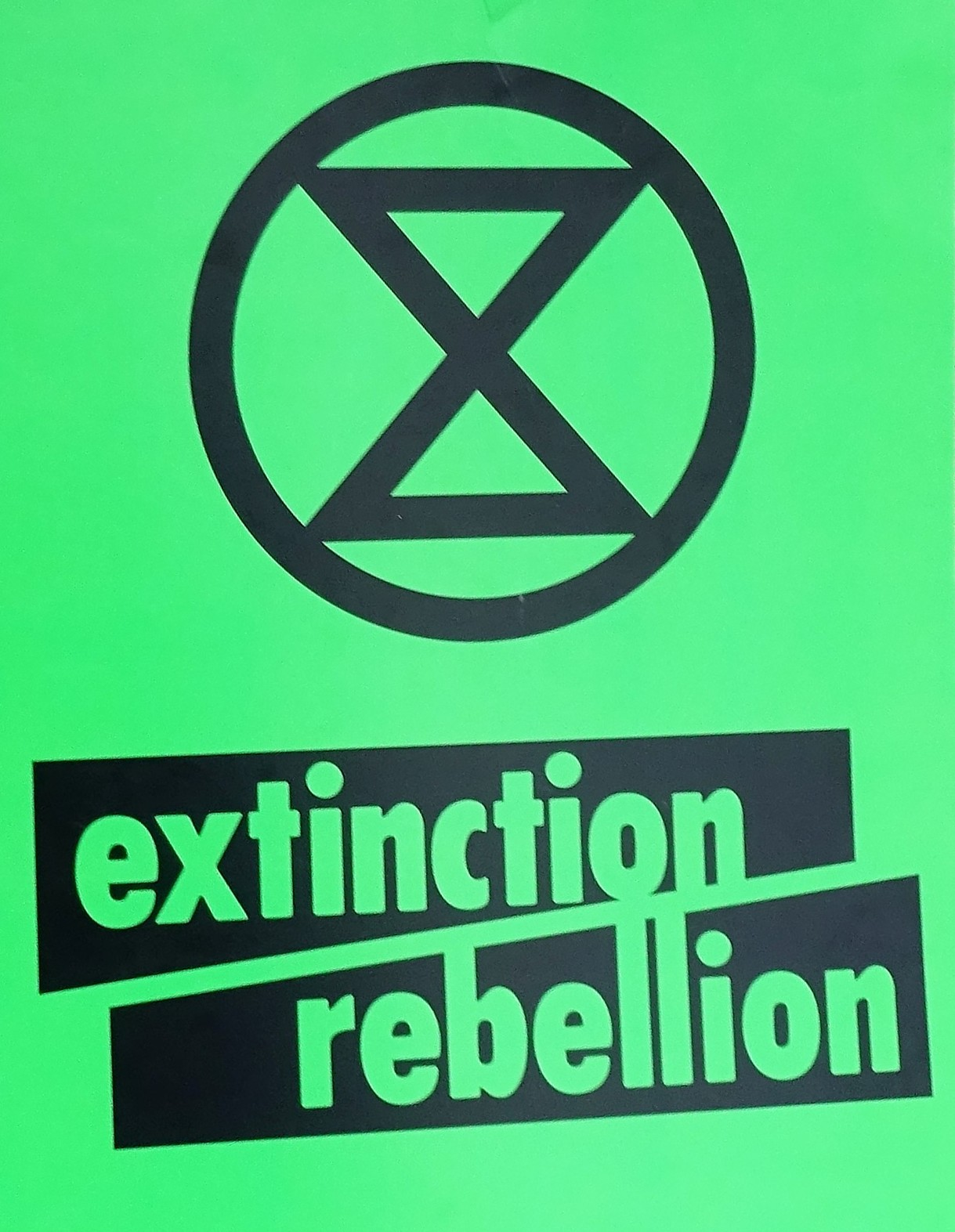
Плакат Extinction Rebellion. Логотип з символом вимирання.

### Вимоги
Extinction Rebellion заявляє на своєму офіційному сайті наступні цілі у Великій Британії::
1. Сказати правду: Уряд мусить сказати правду, оголосивши надзвичайний кліматичний і екологічний стан, співпрацюючи з іншими громадянськими інститутами, щоб донести нагальність змін.
2. Діяти зараз: Уряд мусить почати діяти зараз, щоб зупинити втрату біорізноманіття і зменшити викиди парникових газів до нуля до 2025 року.
3. Поза політикою: Уряд має створити Громадянську Асамблею з клімату і екологічної справедливості і керуватись прийнятими нею рішеннями.

### Заявлені принципи
Extinction Rebellion заявляє на своєму вебсайті і в декларації такі засади і цінності:
1. Ми маємо спільне бачення змін — створення світу, в якому зможуть жити наступні покоління.
2. Наша місія — мобілізувати 3,5 % населення, щоб досягти зміни системи, використовуючи ідеї на кшталт «momentum-driven organising».
3. Нам потрібна здорова культура, яка буде здатна витримувати виклики і адаптуватись до них.
4. Ми відверто кидаємо виклик собі і цій токсичній системі, щоб вийти з зони комфорту і зробити кроки, які призведуть до змін.
5. Ми цінуємо роздуми і навчання, що слідують за діями і ведуть до планування подальших дій. Ми вчимося від інших рухів і контекстів, а також нашого власного досвіду.
6. Ми раді кожному і активно намагаємося створити безпечніший і доступніший світ.
7. Ми руйнуємо владні ієрархії, щоб забезпечити рівні можливості участі.
8. Ми уникаємо звинувачень і осуду - ми живемо в токсичній системі, ніхто особисто не винен.
9. Ми ненасильницька організація - ми використовуємо ненасильницьку стратегію і тактику як найефективніший шлях до змін.
10. Автономія і децентралізація: ми колективно створюємо структури, які потрібні, щоб кинути виклик владі. Кожний, хто дотримується наших принципів і цінностей, може виступати від імені Extinction Rebellion[11].

## Підтримка
26 жовтня 2018 року, близько 100 вчених підписали маніфест, що призивав до дій у підтримку руху XR. 
9 грудня 2018 року був опублікований другий відкритий лист з підписами ще ста вчених.
Крім того, спільнота отримала листи підтримки від таких діячів, як акторка Емма Томпсон, Ґрета Тунберґ, вчений НАСА Джеймс Гансен, а також лінгвіст і громадський активіст Ноам Чомскі.

## Дії у всьому світі

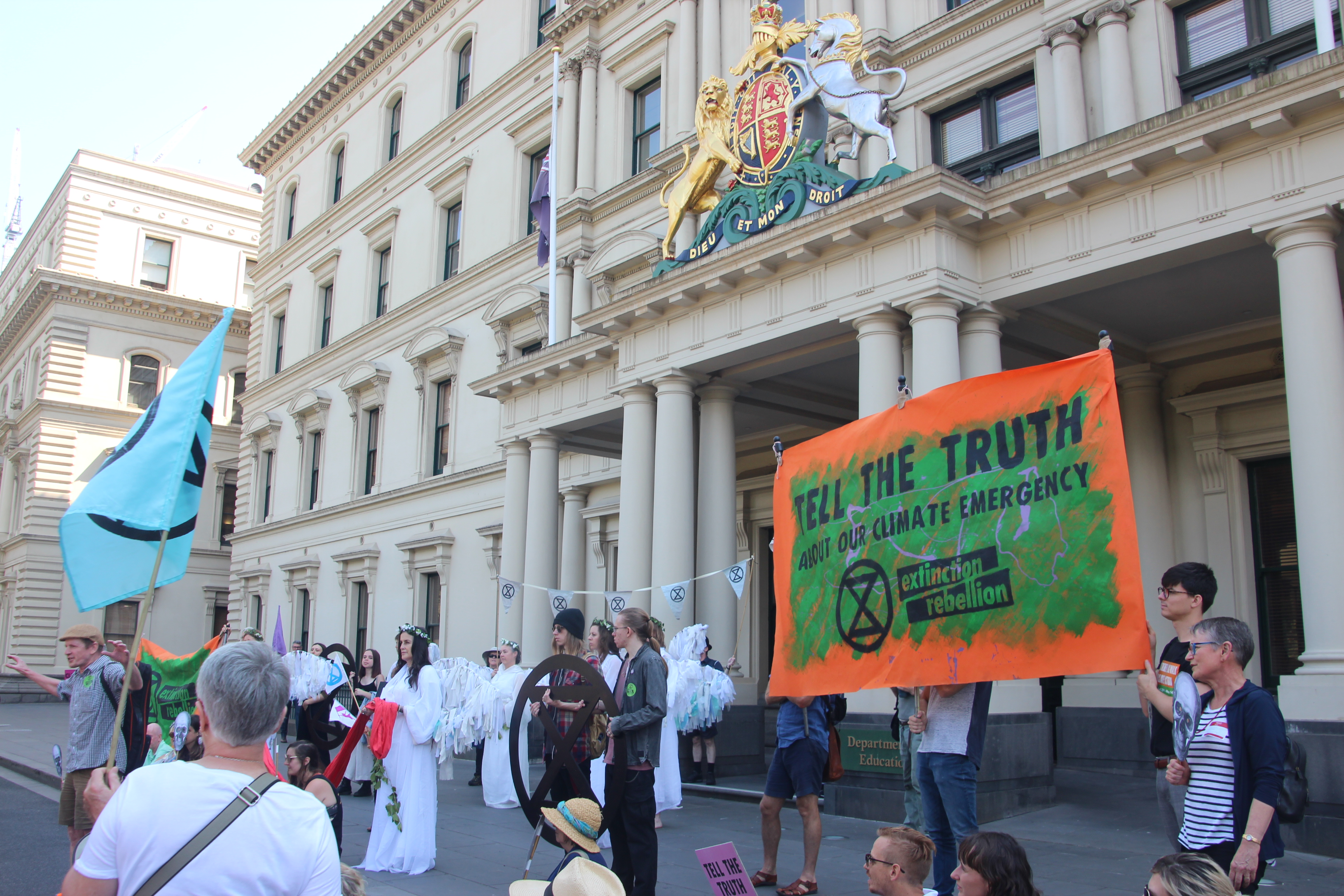
«День Декларації» біля уряду штату 22 березня 2019

Extinction Rebellion в Австралії оголосили «День Декларації» 22 березня 2019 року в Мельбурні, Аделаїді, Сіднеї і Брисбені. Демонстранти зібрались і протестували з вимогами до уряду і засобам масової інформації визнати і оголосити надзвичайний стан з клімату. 15 квітня група XR зайняла частину парламенту.
15 квітня 2019 року активісти XR захопили Міжнародний кримінальний суд у Гаазі, утворивши ланцюг, після чого їх арештували. Подібні дії були організовані групами XR у Берліні, Гайдельберзі, Брюсселі, Лозанні, Мадрид, Денвері та Мельбурні. У Нью-Йорку 17 квітня група з 300 людей зібралась просто біля Ратуші з вимогою оголосити надзвичайний стан з клімату. В підсумку близько 60 людей були арештовані за захоплення вулиці і розклеювання плакатів на вуличних ліхтарях Пізніше у червні в Нью-Йорку був оголошений заявлений у вимогах «надзвичайний кліматичний стан»..
19 квітня 2019 року, активісти XR заблокували залізничне сполучення на одній з гілок у Брисбені.
27 травня 2023 року, у Гаазі демонстранти протестували проти кліматичної політики уряду. Під час демонстрації кліматична група Extinction Rebellion заблокувала ключову автомобільну трасу A12, спричинивши великі затори по всьому місту. Правоохоронці застосували водомет і затримали 1579 кліматичних активістів.

## Громадянська підтримка
Дослідження, яке проводилось у Лондоні в дні квітневих протестів, показало, що 46% громадськості Великої Британії підтримує цей рух, проте подальші опитування показали зміну в поглядах, коли 52% були проти дій організації, здебільшого, через перешкоджання руху громадського транспорту в протестах 17 квітня.
В травні 2019 року Роджер Галлам і ще 8 чоловік виступили як кандидати-представники незалежних лідерів надзвичайної кліматичної ситуації в виборах до Європейського парламенту в Лондоні і в південно-західній Англії. Вони виграли 7416 голосів із 3 917 854 у цих виборчих округах.
У червні 2019 року, 1000 професіоналів у галузі охорони здоров'я у Великій Британії і всьому світі, разом з професорами, відомих громадських діячів у сфері медицини та колишніх президентів королівських коледжів закликали до громадянської непокори у зв'язку з «гірко неадекватними» діями влади щодо кліматичної політики. Вони закликали політиків і журналістів визнати факт невідкладності кліматичної ситуації і перейти до конкретних дій. Вони підтримали хвилю шкільних кліматичних страйків, яку започаткувала шведська активістка Ґрета Тунберг, та протестів Extinction Rebellion.

## Критика
Дехто критикує рух за нереалістичні вимоги. Організація Energy and Climate Intelligence Unit [Архівовано 25 квітня 2020 у Wayback Machine.], котра підтримує XR за наполегливі дії і вимоги, вважає названі ними строки амбіцією, що технічно, економічно і політично не має абсолютно жодних шансів бути здійсненою. За їхніми підрахунками, щоб досягти нульових вуглецевих викидів до 2025 року, наступні 6 років потрібно повністю припинити авіаперельоти, мають зупинитись 38 мільйонів автомобілів, а 26 мільйонів газових котлів — перестати гріти приміщення

## Список використаної літератури
- This Is Not a Drill: An Extinction Rebellion Handbook, Penguin Books, June 2019 (ISBN 9780141991443).